# 핀둬둬
핀둬둬(중국어: 拼多多, 병음: Pīn duōduō)는 중국의 온라인 소매업체로, 전통 농업 산업에 중점을 두고 있다.
미국 기반 온라인 시장 Temu를 소유하고 있다.